# El nombre del doctor
El nombre del doctor (The Name of the Doctor) es el decimocuarto y último episodio de la séptima temporada moderna de la serie británica de ciencia ficción Doctor Who, emitido originalmente el 18 de mayo de 2013. Incluye la aparición de Alex Kingston retomando el papel de River Song, y al final se presenta a John Hurt como intérprete de una antigua encarnación desconocida hasta la fecha del Doctor. El argumento funciona de prólogo del posterior especial 50 aniversario de la serie titulado El día del Doctor en el que se continuaría la trama que queda en suspenso en este episodio.

## Argumento
En 1893, la Pandilla del Paternoster (Madame Vastra (Neve McIntosh), Jenny Flint (Catrin Stewart) y el Comandante Strax (Dan Starkey)) reciben información concerniente al Doctor de Clarence DeMarco (Michael Jenn) a cambio de que se suspenda su ejecución. Mediante drogas somníferas, se unen a través del espacio y el tiempo a River Song (Alex Kingston) y Clara Oswald (Jenna Coleman) en un mundo de ensueño a modo de "llamada de conferencia". Vastra repite las palabras del hombre: "Es un secreto que se llevará a la tumba, y se va a descubrir". Ella recuerda la profecía sobre el nombre del Doctor en el planeta Trenzalore (La boda de River Song) y también muestra las coordenadas del planeta. Durante su conferencia, unos extraños humanoides sin rostro llamados los Susurrantes atacan a la pandilla; River asusta a los otros para despertar del sueño y salvarse.
Clara despierta en el Londres contemporáneo, descubriendo que el Doctor ha ido a visitarla para su viaje semanal. Clara le cuenta lo que ha ocurrido en la conferencia, y el Doctor, profundamente impresionado, decide que debe ir a Trenzalore para salvar a sus amigos, a pesar de que visitar la localización de su propia tumba es peligroso para un viajero en el tiempo. La TARDIS se resiste a los esfuerzos del Doctor de aterrizar en Trenzalore, pero finalmente lo consiguen cuando el Doctor la obliga a un aterrizaje de emergencia. El planeta está cubierto de lápidas, a resultas de una gran guerra según el Doctor, con una versión futura de la TARDIS (que se ha deteriorado y ha crecido a dimensiones gigantescas cuando empezaron a fallar sus circuitos transdimensionales) destacando sobre el cementerio. Los Susurrantes atacan a la pareja. River, aún conectada telepáticamente con Clara pero aparentemente invisible para el Doctor, les ayuda a llegar por una ruta de escape disfrazada como la propia tumba de ella, que les lleva hasta la TARDIS gigante. River también revela que murió salvando al Doctor, y ahora es solo el eco que salvó el Décimo Doctor en El bosque de los muertos. Vastra, Jenny y Strax despiertan junto a la gran TARDIS, rodeados de Susurrantes y descubren a quien los gobierna, la Gran Inteligencia con el cuerpo del Doctor Simeon (Richard E. Grant) (Los hombres de nieve).
El Doctor y Clara llegan hasta la TARDIS, y la Gran Inteligencia amenaza con matar a los aliados del Doctor a menos que pronuncie su verdadero nombre para abrir las puertas de la TARDIS. El Doctor se niega, pero River (todavía visible solo para Clara) pronuncia el nombre del Doctor (sin que lo oiga el espectador) y abre las puertas. Dentro hay una columna de luz parpadeante representando la herida en el espacio y el tiempo, en el lugar donde normalmente estaría la consola. Su interferencia en su propia línea temporal hace que el Doctor caiga en convulsiones. La Gran Inteligencia ve la luz como una herida en el tejido del espacio y el tiempo, y entra en ella para deshacer el pasado del Doctor como venganza por todas las derrotas sufridas, incluso sabiendo que entrar le matará. La Gran Inteligencia y sus Susurrantes desaparecen en la línea temporal, y Vastra se da cuenta de que las estrellas están desapareciendo del cielo. Jenny desaparece, y Strax muere cuando olvida su asociación con Vastra y amenaza con matarla, disparando Vastra antes.
Clara, que ha recuperado sus recuerdos de la línea temporal borrada en Viaje al centro de la TARDIS por su enlace telepático con la TARDIS, se da cuenta de que ha ayudado al Doctor en otras zonas del espacio y el tiempo (El manicomio de los Daleks y Los hombres de nieve). Decide entrar en la columna de luz para restaurar la línea temporal del Doctor evitando los daños que la Gran Inteligencia está intentando provocar. El Doctor y River intentan detenerla, pero ella, al pedirle que huyan en cuanto todo haya vuelto a la normalidad, se despide diciendo "corre, chico listo, y recuérdame" antes de entrar en la luz. Clara entonces se muestra cayendo a través del espacio y el tiempo, apareciendo a lo largo de todas las pasadas encarnaciones del Doctor. Ella considera que esta es la solución del misterio de "la chica imposible". El Doctor, Jenny, Strax y el universo vuelven a la normalidad. El Doctor se prepara para salvar a Clara, dando instrucciones a los otros de que se marchen en la TARDIS si no regresa, pero River le grita que se detenga, por el peligro de entrar en su propia línea temporal. El Doctor finalmente revela que pudo ver, oír, e incluso tocar a River desde el principio, pero que no quiso notar su presencia porque pensó que sería demasiado doloroso para él. Comparten un apasionado beso, y River le pide una despedida como si de verdad fueran a verse otra vez, algo que le concede el Doctor. Tras desvanecerse River, el Doctor entra en la columna de luz.
Clara aterriza en una especie de cavernas donde ve varias encarnaciones antiguas del Doctor corriendo junto a ella. Sin que le vea, el Doctor la llama, informándola de que está atrapada en su línea temporal, que ahora está colapsando sobre sí misma. Le proporciona la hoja que fue responsable de su existencia (Los anillos de Akhaten) para que le guie hasta él. Reunidos, los dos ven otra figura en las sombras que Clara no reconoce del pasado del Doctor. El Doctor le dice que es otra versión más de él mismo, pero no con el nombre de "el Doctor", y le explica que el nombre que eligió es una promesa que se hizo, y que el extraño es su secreto: "el que rompió la promesa". Clara de repente se derrumba inconsciente por agotamiento. El extraño se dirige al Doctor diciendo "Lo que hice, lo hice sin elección... en el nombre de la paz y la cordura", a lo que el Doctor le contesta, "Pero no en el nombre del Doctor". Mientras el Doctor se lleva a Clara, el extraño se da la vuelta y aparece en pantalla el rótulo "Presentando a John Hurt como el Doctor".

### Continuidad
En las escenas en que Clara y la Gran Inteligencia interactúan con el Doctor aparecen imágenes de las anteriores encarnaciones del Doctor. Se usa metraje del Primer Doctor (de The Aztecs), el Segundo Doctor, el Tercer Doctor (ambos imágenes de The Five Doctors), el Cuarto Doctor (de The Invasion of Time), el Quinto Doctor (Arc of Infinity), y el Séptimo Doctor (Dragonfire), mientras que se usó dobles para las otras breves apariciones de las restantes encarnaciones durante las escenas finales. La escena de apertura también incluye una representación de espaldas de Susan Foreman y la referencia de la marcha original del Doctor de Gallifrey (como una ciudad en forma de globo, que anteriormente había aparecido en El sonido de los tambores y luego apareció destruida en El fin del tiempo), en la que Clara le dijo que escogiera la TARDIS con el circuito de navegación roto porque sería más divertido. También se utilizó audio del Primer Doctor (de An Unearthly Child y The Web Planet), el Segundo Doctor (de The Moonbase), el Tercer Doctor (de The Time Monster), el Cuarto Doctor (de Genesis of the Daleks), el Quinto Doctor (de The Caves of Androzani), el Sexto Doctor (de The Ultimate Foe), el Noveno Doctor (de El momento de la despedida), el Décimo Doctor (de El viaje de los condenados), y el Undécimo Doctor (de La Pandórica se abre). El Octavo Doctor solo aparece brevemente sin que se le vea la cara corriendo junto a Clara en una playa justo antes de que ella vea al Segundo Doctor.
La Gran Inteligencia dice que el Doctor ha sido cruel varias veces, hablando del líder de los Sycorax, a quien el Décimo Doctor mató en La invasión en Navidad, el traficante Solomon, a quien el Undécimo Doctor mandó a la muerte en Dinosaurios en una nave espacial, los Daleks y los Cybermen. La Gran Inteligencia también dice que el Doctor será conocido como el Valeyard antes del final de su vida. El Valeyard apareció en el macroserial de 1986 The Trial of a Time Lord, donde se le describe como una amalgama de los aspectos más oscuros de la naturaleza del Doctor, en algún punto entre la duodécima y la última encarnación. También menciona que el Doctor será llamado la Tormenta; uno de los nombres que los Daleks le dieron al Doctor es "La Tormenta que viene". También menciona que el Doctor será conocido como la Bestia. La razón de esto no se aclara. Vastra menciona la muerte del Doctor en Androzani, una referencia a The Caves of Androzani, donde el Quinto Doctor se regeneró.
El Doctor manda a Clara la "hoja más importante de la historia". La hoja apareció previamente en Las campanas de Saint John y Los anillos de Akhaten, donde se explica que un accidente con ella fue la responsable de que los padres de Clara se conocieran. River Song aparece desde la base de datos de la Biblioteca, donde su conciencia quedó almacenada tras morir en Silencio en la biblioteca/El bosque de los muertos.

## Producción
El director de guionistas Steven Moffat dijo que quería un nuevo monstruo en el final, después de que a lo largo de la serie hubieran reaparecido antiguos monstruos como los Daleks, los Cybermen y los Guerreros de Hielo. La idea de los Susurrantes le llegó del "pensamiento de criaturas estilizadas, susurrantes y casi sin rostro" que le parecieron aterradoras y apropiadas para "un episodio que mira hacia delante y hacia atrás".

## Emisión y recepción
El nombre del Doctor tuvo una audiencia nocturna de 5,46 millones de espectadores en BBC One. La medición definitiva subió la cifra a 7,45 millones de espectadores, convirtiéndolo en el tercer programa más visto de la semana en BBC One. Su puntuación de apreciación fue de 88.
El episodio generalmente recibió una respuesta positiva de la crítica. Mark Snow de IGN le dio al episodio un 9,1 sobre 10, alabando la conversación final entre el Doctor y River Song, así como la revelación sobre Clara. Sin embargo señaló que la Gran Inteligencia fue "un poco decepcionante" y "no muy amenazadora", y que mientras los Susurrantes impresionaron al principio, no "constituyeron unos grandes villanos". Michael Hogan del Daily Telegraph dijo que el episodio fue "incluso mejor" que los dos anteriores. Señaló que estuvo "lleno de momentos, emotividad y emoción". Sin embargo, también notó que el episodio tuvo "un exceso de exposición a trompicones, la rareza de los extraños efectos especiales, y algunas metáforas inconvincentes sobre soufflés y hojas". A pesar de ello, lo llamó "final brillante que corta el aliento".